# فرقة التدريب والإستبدال المظلي
فرقة التدريب والاستبدال المظلي كانت فرقة للجيش الألماني خلال الحرب العالمية الثانية، والتي لم تشهد قتالًا.
تم تشكيل الفرقة في مارس 1945 في هولندا، من قوات من فرقة Fallschirmjäger Ausbildungs-und-Ersatz، بقيادة والتر بارثينين. احتوت على أفواج المظليين 58 و59 و60 والفوج المدفعي العشرين. 
لم تنجح الفرقة في تشكيلها بالكامل قبل نهاية الحرب، ولم تشهد قتالاً. 